# 40409 Тайтікато
40409 Тайтікато (40409 Taichikato) — астероїд головного поясу, відкритий 6 вересня 1999 року.
Тіссеранів параметр щодо Юпітера — 3,464.
Названо на честь Тайті Като (яп. たいち・かとう(加藤太一) тайті като:).